# 南条元秋
南条 元秋（なんじょう もとあき）は、戦国時代から安土桃山時代にかけての武将。父は伯耆国羽衣石城主・南条宗勝。兄に南条元続、小鴨元清がいる。

## 生涯
伯耆国羽衣石城主・南条宗勝の子として生まれる。
詳しい経歴は不明だが、元々「九郎左衛門」という通称は叔父の南条信正が名乗っていた。叔父・信正は天正4年（1576年）頃には「備前守」を名乗っていることが確認されるため、この頃に元秋が「九郎左衛門」の通称を襲名したものと思われる。また、「吉川元春他連署書状」によれば、河村郡竹田谷に所領があったことが分っている。
天正8年（1580年）8月12日から13日にかけて行われた長和田・長瀬川の戦い（通称・長和田の十三日崩れ）で南条方の大将として参戦。吉川元春軍の先陣を務める杉原盛重の軍勢と激しく戦ったが、相手方の猛攻により重傷を負い、撤退の最中に味方の裏切りによって討ち取られ戦死した。
『伯耆民談記』等によると重傷を負った元秋は植木縄手で度々落馬して中間によって辻堂の中で介抱されていた。重臣の津村基信（津村長門）が心配して来るのを中間は敵の追っ手と勘違いして元秋の首を斬り降参しようとした。そのことに津村基信は激怒し、その中間を斬り殺したという。
元秋の戦死後、元秋が戦死した地の村人は元秋の霊に悩まされたため、祠を建てた。現在は五輪塔が建っており、その傍らには平成12年（2000年）に羽衣石南條顕彰会が建立した、「南条元秋公終焉の地」の石碑がある。

## 元秋の死に関しての異説
『東郷町誌』には鳥取市青谷町の潮津神社の宮司の家の系譜に「南条元秋が橋津合戦での討ち死にを偽り、この家の養子となったのが4代当主・花原九郎左衛門源元穐である。」と記されていることが紹介されているが、真偽のほどは定かではない。